# Mitsunori Yabuta
Mitsunori Yabuta (藪田 光教, 2 de maig de 1976) és un exfutbolista del Japó.
Comença la seua carrera professional al Verdy Kawasaki el 1995. Ha jugat als clubs Yokohama FC, Vissel Kobe, Avispa Fukuoka i FC Gifu i es va retirar a finals de la temporada 2008.
L'abril de 1995, va ser seleccionat per la selecció nacional sub-20 del Japó per al Campionat Mundial juvenil de 1995.